# …For the Kids
…For the Kids är hiphopgruppen Gym Class Heroes första album, utgivet 2001.

## Låtlista
1. "Thinking Out Loud" - 1:21
2. "Food for Mic Skills" - 4:23
3. "Oh My God" - 3:56
4. "A Beautiful Day" - 3:39
5. "Extra Extra" - 5:40
6. "Crab Apple Kids" - 4:20
7. "Happy Little Trees" - 2:07
8. "How It Was" - 2:57
9. "Noah" - 3:59
10. "This Thing Called Life" - 4:43
11. "Eighty-Five" - 4:25
12. "Wejusfreestylin" - 1:29
13. "Pig Latin" - 3:51
14. "Eighty-Five (Sie One Remix)" - 4:08
15. "Hey Mina" - 1:55